# Ten (chanteur)
Dans ce nom coréen, le nom de famille, Lee, précède le nom personnel Young-heum.
Pour les articles homonymes, voir Ten.
Chittaphon Leechaiyapornkul (thaï : ชิตพล ลี้ชัยพรกุล, Chit Phl Iī̂ Chạy Phr Kul ; chinois simplifié : 李永钦, chinois traditionnel : 李永欽, pinyin : Lǐ Yǒng Qīn) ou Lee Young-heum (hangeul : 이영흠 ; RR : I Yeongheum), plus connu sous son nom de scène Ten (hangeul : 텐 ; RR : Ten), est un danseur et chanteur thaïlandais d'origine chinoise, actif en Corée du Sud et en Chine au sein du label sud-coréen SM Entertainment. Il fait partie du boys band sud-coréen NCT depuis 2016, et de ses sous-unités NCT U et WayV ainsi que du groupe SuperM qui est un « supergroup » (« super groupe ») de SM Entertainment. Il fait ses débuts en Chine avec le groupe WayV en 2019 dans l'agence Label V une antenne chinoise de SM Entertainment.
En 2017, Ten sort son premier single solo intitulé Dream in a Dream grâce au projet SM Station.

## Biographie

### Enfance et pré-débuts (1996 à 2015)
Ten naît le 27 février 1996 à Bangkok, en Thaïlande dans une famille thaïlandaise et chinoise. Il est scolarisé et étudie à la Shrewbury International School à Bangkok où il apprend le thaï et l'anglais. En 2011, à l'âge de 15 ans, Ten participe à l'émission de télévision thaïlandaise Teen Superstar sous le nom de scène TS7 TNT et la remporte. Il a par la suite l'occasion de signer un contrat avec Starship Entertainment, mais rejette l'offre.
En 2013, il auditionne pour SM Entertainment lors de la SM Global Audition 2013 à Bangkok et est retenu. Le 23 décembre 2013, Ten est officiellement présenté comme membre de l'équipe d'entrainement de pré-débutants de SM Entertainment pour le projet SM Rookies. En 2014, Ten et d'autres futurs membres de NCT participent à l'émission Exo 90: 2014, reprenant des chansons de K-pop des années 1990.

### Débuts avec NCT et NCT U (2016 à 2017)
Le 4 février 2016, SM Entertainment confirme que Ten débute dans le groupe NCT et son premier sous-groupe NCT U avec d'autres membres du projet SM Rookies tels que Mark, Jaehyun, Doyoung, Taeyong et Taeil. Ils débutent avec le single The 7th Sense. Quelques mois après ses débuts, Ten participe à l'émission de danse Mnet, Hit the Stage mais ne remporte qu'une manche sur les cinq auxquelles il participe.
En 2017, il ne participe à aucune chanson du groupe à cause d'une blessure et d'autres raisons inconnues mais sort un single en solo et gagne le prix de la personnalité thaïlandaise la plus populaire aux Thailand Headlines Person of the Year Awards. En janvier, il rejoint le casting du programme de SBS, Elementary School Teacher, qui montre des idoles de pays étrangers améliorant leurs compétences en langue coréenne et s'habituant à la culture coréenne.

### Dream in a DreametNew Heroes(2017 à 2018)
Le 24 mars 2017, SM Entertainment publie une aguiche pour le premier single de Ten à travers le projet SM Station Saison 2. Ten fait ses débuts en solo le 7 avril avec la sortie du single Dream in a Dream. Le même jour, Ten est annoncé comme étant le nouveau membre de l'équipe de performance de SM Entertainment, SM The Performance.
Le 6 avril 2018, Ten conclut le projet SM Station Saison 2 avec la sortie de son second single nommé New Heroes, culminant en tant que numéro quatre aux Billboard's World Digital Song Sales. Dream in a Dream est également inclus dans le premier album studio de NCT, NCT 2018 Empathy, qui est également marqué par la sortie d'un single, Baby Don't Stop, dans lequel Ten revient sur les devants de la scène avec un duo enrengistré aux côtés de Taeyong, un autre membre du groupe, sous le nom NCT U. Il fait également une apparition dans le clip vidéo Black on Black en tant que membre de NCT 2018.

### Débuts de WayV et de SuperM (2018 à 2019)

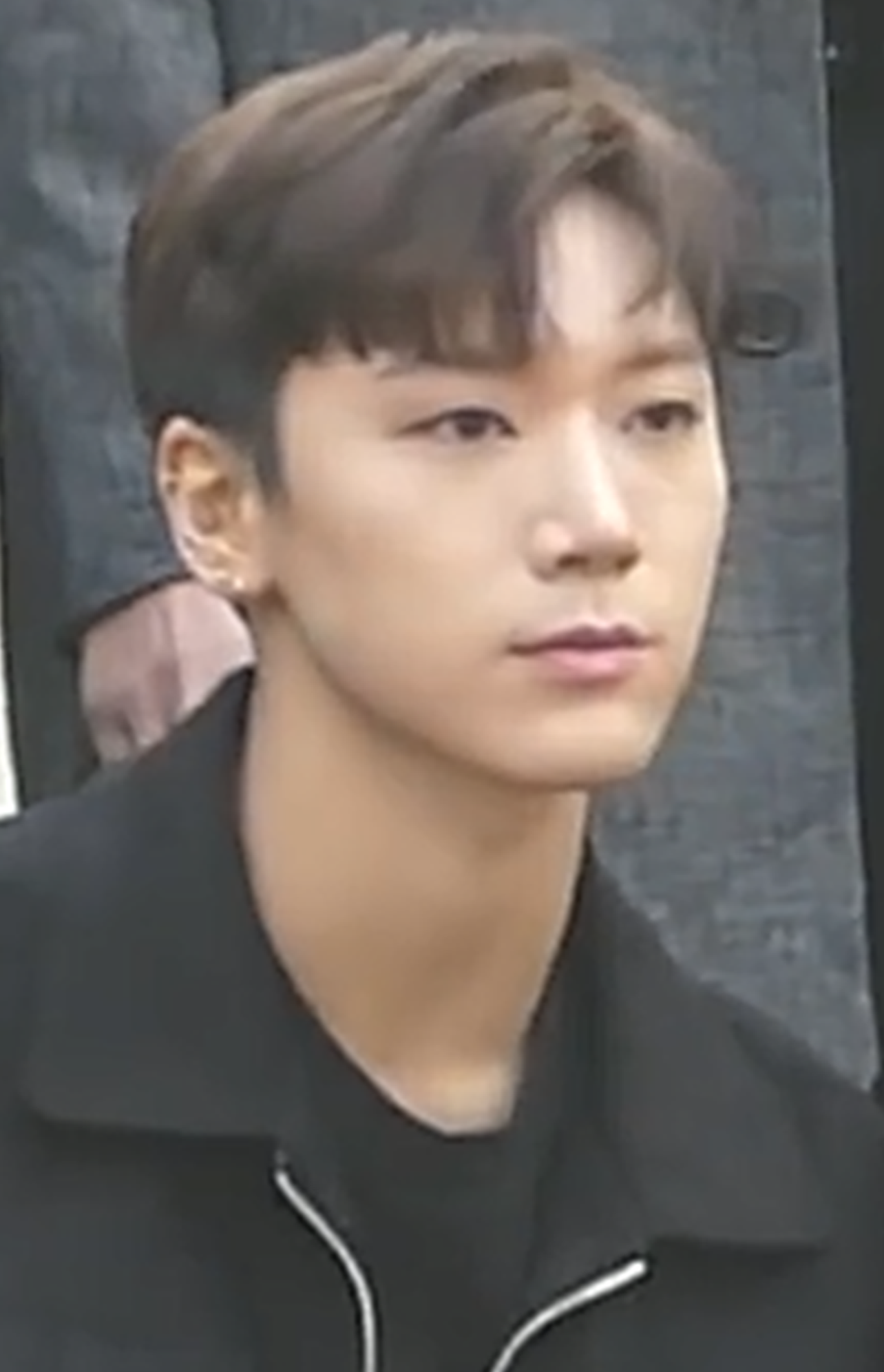
Ten à une Music Bank le 20 avril 2018.

Le 31 décembre 2018 est annoncé la formation de WayV, un boys band basé en Chine géré par Label V, une filiale de SM Entertainment. Le 1er janvier 2019, Ten est annoncé comme faisant partie du nouveau groupe chinois, groupe qui est composé d'autres membres du groupe NCT et d'autres membres du projet SM Rookies. Les autres membres se prénomment Kun, Winwin, Lucas, Hendery, Xiaojun et Yangyang. Ils font officiellement leurs débuts le 17 janvier avec leur premier extended play The Vision et la version chinoise de Regular de NCT 127 comme single principal.
Le 8 août, il est annoncé que Ten rejoindrait Taemin de SHINee, Baekhyun et Kai d'Exo, Taeyong et Mark de NCT 127, et Lucas de WayV dans SuperM, un « K-pop supergroup » (« super groupe K-pop »)  créé par SM Entertainment en collaboration avec Capitol Records. Les promotions du groupe commencent en octobre et visent principalement le marché américain. SuperM sort son premier extended play éponyme le 4 octobre et devient le premier groupe de K-pop à se classer numéro un sur le Billboard 200 avec un premier album. Ils font ensuite une tournée en Amérique du Nord et en Europe.

## Discographie

### Singles
| Année                                                                              | Titre            | Meilleures positions | Meilleures positions | Ventes           | Album               |
| Année                                                                              | Titre            | COR                  | MON                  | Ventes           | Album               |
| ---------------------------------------------------------------------------------- | ---------------- | -------------------- | -------------------- | ---------------- | ------------------- |
| 2017                                                                               | Dream in a Dream | —                    | 5                    | - É-U : 1 000 +  | SM Station Season 2 |
| 2018                                                                               | New Heroes       | —                    | 4                    | Non communiquées | SM Station Season 2 |
| "—" indique que l'album studio ne s'est pas classé ou n'est pas sorti dans ce pays |                  |                      |                      |                  |                     |
| 2021                                                                               | Paint me naked   |                      |                      |                  |                     |
| 2022                                                                               | Birthday         |                      |                      |                  |                     |

### Collaborations
| Année                                                                              | Titre                                       | Meilleures positions | Meilleures positions | Ventes           | Album             |
| Année                                                                              | Titre                                       | COR                  | MON                  | Ventes           | Album             |
| ---------------------------------------------------------------------------------- | ------------------------------------------- | -------------------- | -------------------- | ---------------- | ----------------- |
| 2018                                                                               | The Riot (chanson de DJ Ginjo avec Xiaojun) | —                    | —                    | Non communiquées | Non album, single |
| "—" indique que l'album studio ne s'est pas classé ou n'est pas sorti dans ce pays |                                             |                      |                      |                  |                   |

## Récompenses et nominations
| Année | Catégorie          | Récompense                                   | Travail nommé | Résultat |
| ----- | ------------------ | -------------------------------------------- | ------------- | -------- |
| 2017  | Most Popular Award | Thailand Headlines Person of The Year Awards | Ten           | Lauréat  |

### Traductions
- (en) Cet article est partiellement ou en totalité issu de l’article de Wikipédia en anglais intitulé « Ten (singer) » (voir la liste des auteurs).

### Sources
1. ↑  La même année, il débute dans le supergroupe de K-pop Super M qui est en partenariat avec SM Entertainment et Capitol Music. (en) « Ten », NCT Wiki,‎ 2017 (lire en ligne, consulté le 1er novembre 2018)
2. ↑  (en) « Ten (NCT) profile and facts », sur kprofiles.com
3. ↑  (en-US) « Update: SM Entertainment Rookie Group NCT U Reveals New Teasers », sur Soompi (consulté le 1er novembre 2018)
4. ↑  (en-US) « Super Junior’s Henry And NCT’s Ten Commemorated At Thailand Headlines Person Of The Year Awards », sur Soompi (consulté le 1er novembre 2018)
5. ↑  « Ten (NCT) va sortir la chanson “New Heroes” qui sera la dernière du projet SM STATION 2 », Ckjpopnews,‎ 3 avril 2018 (lire en ligne, consulté le 1er novembre 2018)
6. ↑  « Taeyong et Ten des NCT U dévoilent leur clip “Baby Don’t Stop” », Ckjpopnews,‎ 26 février 2018 (lire en ligne, consulté le 1er novembre 2018)
7. 1 2  (ko-Hani) « Gaon Digital Chart », sur gaonchart.co.kr
8. 1 2  (en) « World Digital Song Sales », sur billboard.com
  - « Dream in a Dream », 29 avril 2017
  - « New Heroes », 21 avril 2018